# Беренис Бежо
Беренис Бежо (на френски: Bérénice Bejo) е френска актриса от Аржентина. Най-известната ѝ роля е на Пепи Милър в „Артистът“, която ѝ донася номинация за най-добра актриса в поддържаща роля на Оскари 2012.

## Биография
Бежо е родена на 7 юли 1976 г. в Буенос Айрес. Дъщеря е на аржентинския режисьор Мигел Бежо. Майката на Силвия е адвокат. Когато е на 3-годишна възраст, семейството ѝ заминава за Франция, за да избяга след военния преврат в страната.
Първата си по-значима роля получава във филма на Жерар Жюньо Meilleur Espoir féminin, за която получава номинация за „Сезар“ за най-обещаваща актриса. През 2002 г. оказва подкрепата си за Лионел Жоспен по време на президентските избори във Франция. През 2006 г. се снима в „Агент 117“, където се запознава с режисьора Мишел Азанависиюс.
През 2011 г. участва в „Артистът“ – филмът, който печели „Оскар“ за най-добър филм. Бежо играе Пепи Милър, актриса от 20-те години на XX век. Това изпълнение ѝ донася „Сезар“ за най-добра актриса, както и няколко престижни номинации за поддържащи роля, сред които за „Златен глобус“ и за „Оскар“.

### Личен живот
Бежо е омъжена за режисьора Мишел Азанависиюс. Имат син Люсиен и дъщеря Глория, родена на 18 септември 2011 г.

## Филмография
| година | филм               | оригинално заглавие              | роля                | режисьор          | бележки |
| ------ | ------------------ | -------------------------------- | ------------------- | ----------------- | ------- |
| 1996   |                    | Les soeurs Hamlet                | Карин               |                   |         |
| 2000   |                    | Passionnément                    | Фостин              |                   |         |
| 2000   |                    | La captive                       | Сара                |                   |         |
| 2000   |                    | Meilleur espoir féminin          | Летисия Ранс        |                   |         |
| 2001   | Като рицарите      | A Knight's Tale                  | Кристияна           |                   |         |
| 2002   |                    | Comme un avion                   | Лола                |                   |         |
| 2002   |                    | 24 heures de la vie d'une femme  | Оливия              |                   |         |
| 2003   |                    | Sem Ela                          | Фанфан Виейра       |                   |         |
| 2003   |                    | Dans le rouge du couchant        | Момичето на лодката |                   |         |
| 2003   |                    | Dissonances                      | Марго               |                   |         |
| 2004   |                    | Le grand rôle                    | Перла Курц          |                   |         |
| 2005   |                    | Cavalcade                        | Манон               |                   |         |
| 2006   | Агент 117          | OSS 117: Le Caire, nid d'espions | Лармина             |                   |         |
| 2007   | 13 квадратни метра | 13 m²                            | Софи                |                   |         |
| 2007   |                    | La maison                        | Клои                |                   |         |
| 2008   |                    | Modern Love                      | Елза                |                   |         |
| 2008   |                    | Bouquet final                    | Клер                |                   |         |
| 2010   |                    | Proie                            | Клер                |                   |         |
| 2011   | Артистът           | The Artist                       | Пепи Милър          | Мишел Азанависиюс |         |
| 2018   | Тайните на Киетуд  | La Quietud                       | Еухения Монтемайор  | Пабло Траперо     |         |